# 李璲 (天順進士)
李璲（1426年—？），字崇信，浙江台州府黃巖縣人，明朝政治人物。進士出身。

## 生平
浙江鄉試第九十八名。天順元年（1457年）丁丑科會試第二百三十名，殿試登進士第二甲第九十四名。

## 家族
曾祖李文哲。祖父李存仁，曾任知縣。父亲李寅恭。